# Nastasen
Nastasen (... – 315 a.C. circa) è stato un sovrano del regno di Kush.

## Biografia
Questo sovrano è conosciuto principalmente grazie ad una stele detta Stele di Nastasen, riportante una lunga iscrizione storica. Si tratta di un manufatto in granito alto 163 cm che si rinvenne a Dongola e che si trova oggi nel Museo egizio di Berlino; in origine si doveva trovare, con molta probabilità, all'interno del tempio di Amon a Jebel Barkal.

La stele celebra una vittoria del re su di un tentativo di invasione da parte dell'Alto Egitto, avvenuto intorno al 330 a.C.. Stando all'iscrizione, il comandante degli invasori si chiamava Kambasuten, spesso interpretato come una variante locale di Khababash, un egizio che qualche anno prima si ribellò alla dominazione persiana, autoproclamandosi faraone. Nastasen afferma di aver sottratto agli invasori sconfitti svariate ottime navi e molto altro bottino.

Sulla parte sommitale della stele Nastasen appare affiancato dalla madre, Pelkha, e dalla consorte, Sekhmakh. Dalle iscrizioni si intuirebbe inoltre che il padre fosse il re Harsiotef.

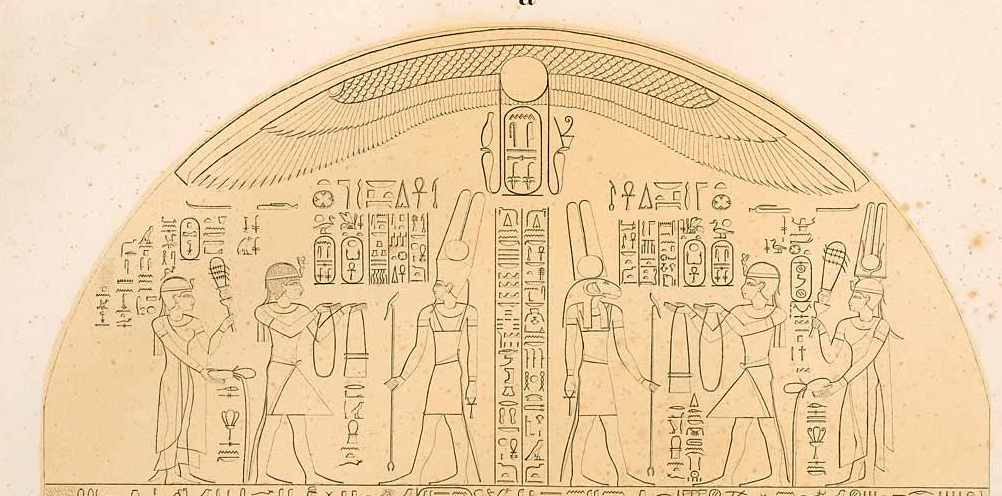
Sommità della stele: Nastasen offre doni agli dèi in compagnia della madre Pelkha (a sinistra) e della sposa reale Sakhmakh (a destra).

Altri reperti riferibili a Nastasen consistono in un manico di specchio in argento ed un gruppo di figurine ushabti. Tutti questi oggetti vennero recuperati dalla piramide 15 di Nuri, che fu con molta probabilità il luogo di sepoltura del sovrano. Nastasen fu l'ultimo re di Kush ad essere sepolto nel cimitero reale di Napata. Il suo successore fu Aryamani.

## Titolatura
Sulla falsariga degli antenati della XXV dinastia egizia, molti dei successivi re di Nubia adottarono la titolatura reale egizia. Nastasen non fece eccezione:
| G5 |

| G5 |

|       |
| \| \| |
|       |
|       |

|  |

|       |
| \| \| |
|       |
|       |

|  |

| G16 |

| G16 |

|  |

| G8 |

| G8 |

|  |

| M23 · X1 | L2 · X1 |

| M23 · X1 | L2 · X1 |

| N5 | D28 | S34 |

| N5 | D28 | S34 |

| N5 | D28 | S34 |

| N5 | D28 | S34 |

| N5 | D28 | S34 |

| N5 | D28 | S34 |

| N5 | D28 | S34 |

| N5 | D28 | S34 |

| G39 | N5 |

| G39 | N5 |

| n · i · s | N18 · z | M23 | M23 |

| n · i · s | N18 · z | M23 | M23 |

| n · i · s | N18 · z | M23 | M23 |

| n · i · s | N18 · z | M23 | M23 |

| n · i · s | N18 · z | M23 | M23 |

| n · i · s | N18 · z | M23 | M23 |

| n · i · s | N18 · z | M23 | M23 |

| n · i · s | N18 · z | M23 | M23 |